# مرد درون آینه (فیلم ۱۹۱۷)
«مرد درون آینه» (انگلیسی: The Man in the Mirror (1917 film)) فیلمی در ژانر درام به کارگردانی روبرت وینه است که در سال ۱۹۱۷ منتشر شد.